# Ecot-la-Combe
 Ecot-la-Combe  es una población y comuna francesa, en la región de Champaña-Ardenas, departamento de Alto Marne, en el distrito de Chaumont y cantón de Andelot-Blancheville.

## Demografía
| 117 | 58 | 38 | 32 | 26 | 25 |
| Para los censos de 1962 a 1999 la población legal corresponde a la población sin duplicidades (Fuente: INSEE [Consultar]) |    |    |    |    |    |